# Okolona (Missisipi)
Okolona – miasto w Stanach Zjednoczonych, w stanie Missisipi, w hrabstwie Chickasaw.